# Monastero di San Benedetto (Bergamo)
Donato Calvi Effemeride sagro profana di quanto di memorabile sia successo in Bergamo, sua diocese, et territorio Da suoi principij sin’al corrente Anno»
Il monastero di San Benedetto è un monastero benedettino femminile di clausura, situato all'incrocio tra  Via Sant'Alessandro, e via Carlo Botta in quello che era l'antico Borgo Santo Stefano, oltre le mura veneziane, nella parte bassa di Bergamo, ma entro le quattrocentesche Muraine. 

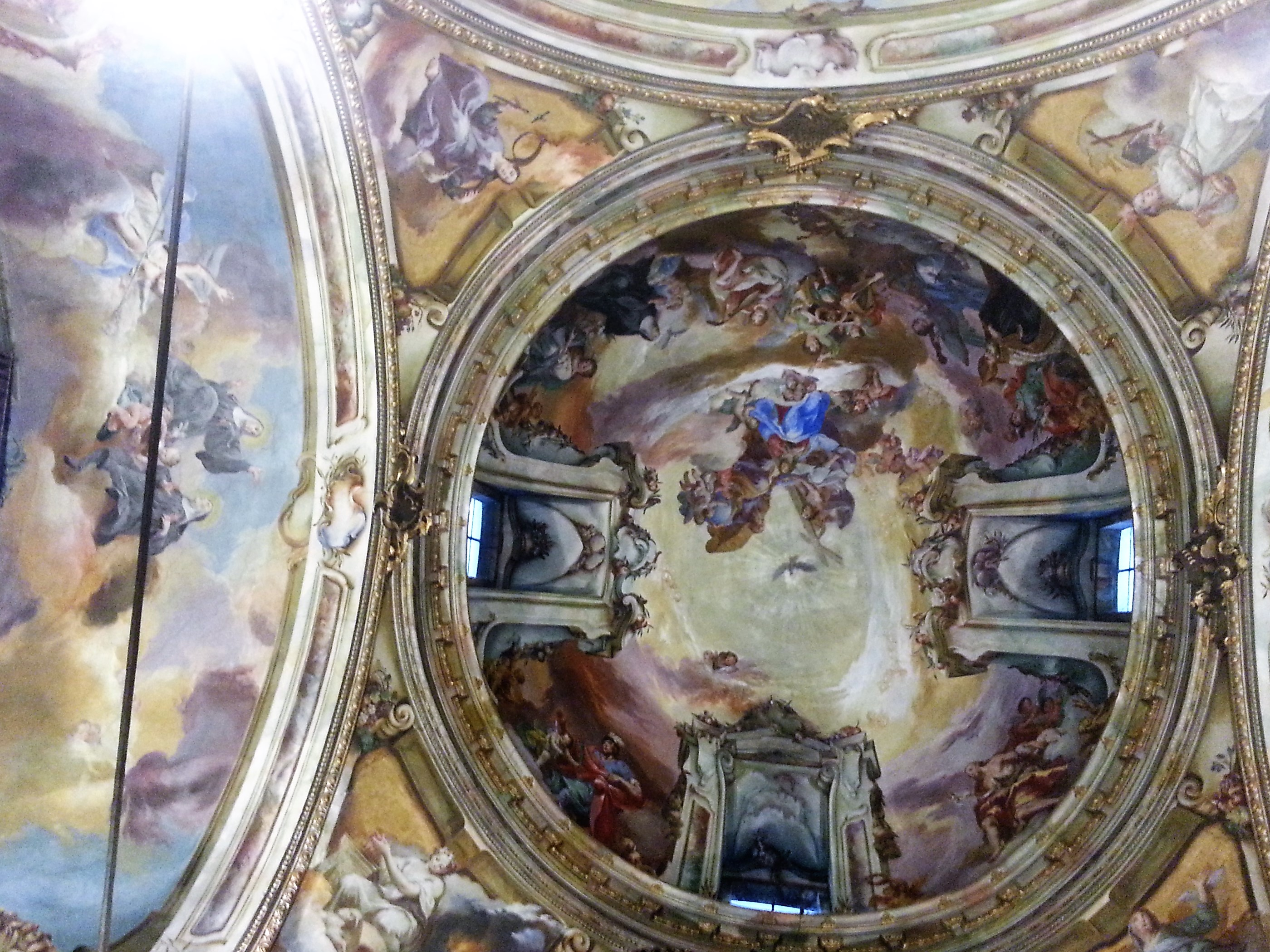
Cupola e soffitto affrescati della chiesa del monastero di San Benedetto

## Storia
Il monastero trae origine dalla fusione di due comunità nel XIII secolo, delle monache benedettine di Santa Maria Novella  di Stezzano già in Bergamo nel XIII secolo e di Santa Maria in Valmarina provenienti dalla località di Ramera detta di Valmarina, le due comunità  erano state decimate da carestie e pestilenze, quella di Santa Maria contava solo due monache.
Il 10 gennaio 1460  si decretò l'unione dei due monasteri sotto il titolo di san Benedetto in Valmarina . Risultava presenta una piccola chiesa nel 1448 dedicata nel 1451 a San Benedetto.
Il testo Effemeride di quanto di sagro profano sia successo in Bergamo di Donato Calvi testimonierebbe che nel 1503 l'effige della Madonna raffigurata nella piccola chiesa avrebbe copiosamente lacrimato, immagine che è stata ritrovata nel restauro del 1980 . Questo portò ad un aumento delle  presenze nel monastero tanto che nel 1504 vi era la presenza di 28 suore.
Il 1797 con l'avvento della Repubblica Cisalpina e la soppressione di tutti gli ordini religiosi, si vide la chiusura del monastero, vennero requisiti i beni e la pala dell'Assunta, opera di Giovan Battista Moroni e quella di Santo Stefano opera di Callisto Piazza vennero trasferite alla Pinacoteca di Brera. Il complesso venne ripristinato il 10 maggio 1827.
Il degrado degli stabili portò al restauro del 2011 con intervento di consolidamento delle strutture, eseguito dall'architetto Leonardo Angelini, riportando alla luce affreschi e pitture che si ritenevano perse .
La badessa nominata nel 2015 e confermata nel 2018, è Madre Maria Cristina Picinali OSB.

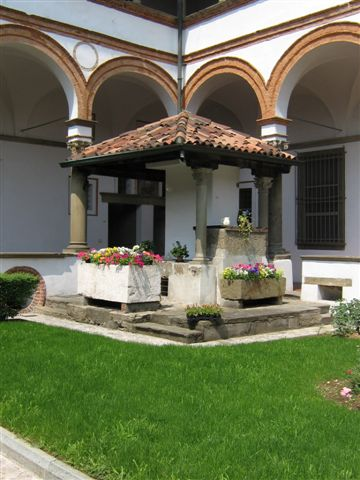
Pozzetto del chiostro del monastero, secolo XVI

### Storia della chiesa
Nel 1448 venne edificata all'interno del complesso monastico una piccola chiesa, ma nel 1504 il monastero arrivò a contare 28 monache, risultò quindi insufficiente lo spazio della piccola chiesa quattrocentesca di cui non si ha nessuna descrizione, e per ottemperare a questa necessità di spazio iniziò la costruzione della nuova chiesa. 
Ma il nuovo fabbricato già nel 1516, causa problemi di instabilità statica, ebbe bisogno di una prima ristrutturazione. 

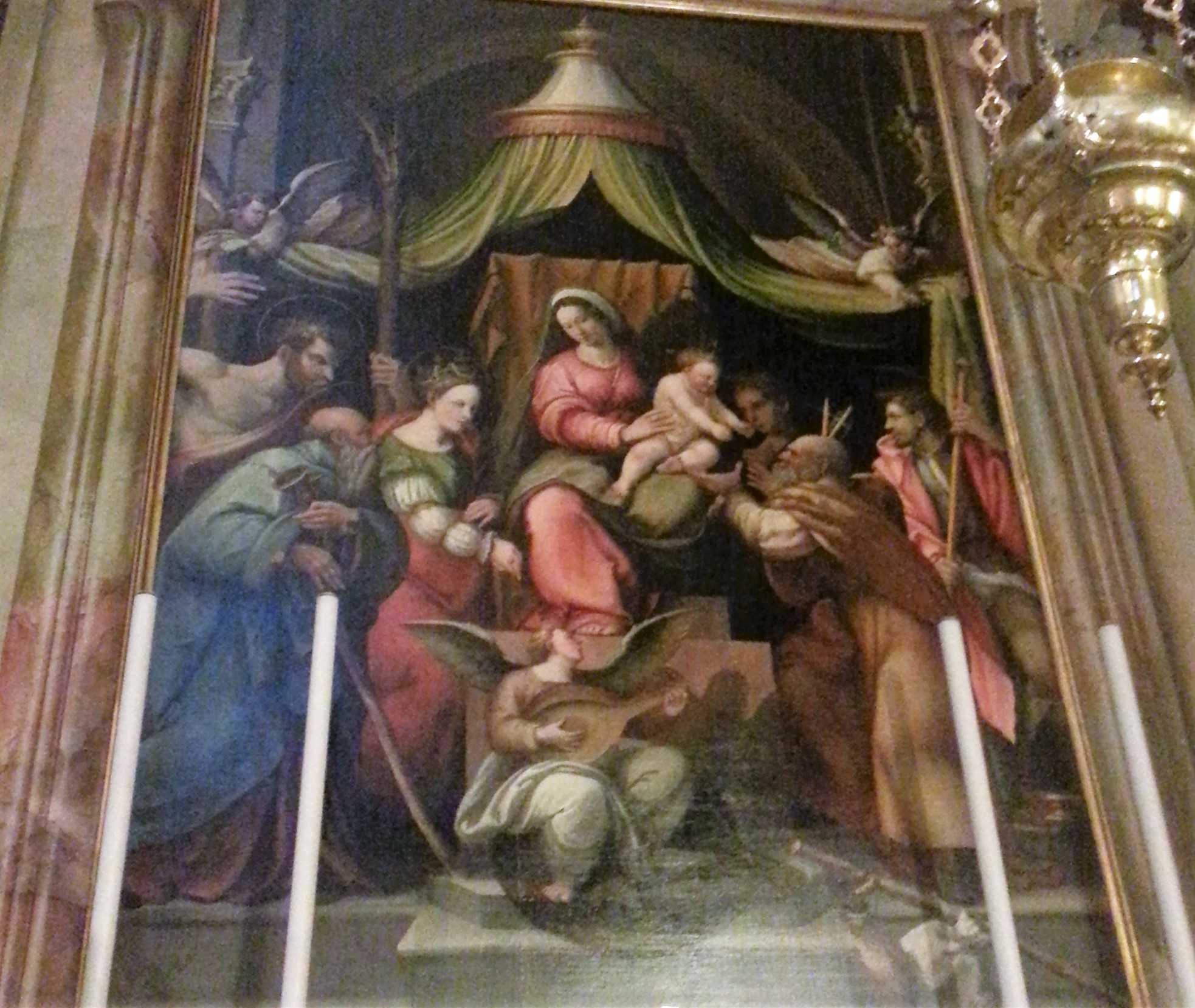
Lucano da Imola Madonna col Bambino e santi

Su progetto di Pietro Isabello il 6 maggio 1522 venne posta la prima pietra per quella che diventerà la nuova chiesa, a saldo del suo lavoro le monache gli donarono nel 1537 un terreno, che il figlio Pietro tornò a donare al monastero quale dote della sorella Maria per il suo ingresso nel monastero il 30 aprile 1544. 
La nuova chiesa venne consacrata l'11 settembre del 1547 dal vescovo Vittore Soranzo.
Il 27 settembre 1575 il cardinale Carlo Borromeo visitò la chiesa e dispose che fosse costruito un tabernacolo in legno dorato, ma il progetto non fu tuttavia attuato.
Nel 1841 si decise di realizzare il nuovo altare maggiore in marmo su progetto dell'architetto Giacomo Bianconi. Nel 1907 e nel 1927 furono apportate delle migliorie alla chiesa e al patrimonio artistico. Nel 1950 fu ristrutturato il coro, successivamente modificato dall'architetto Abramo Bugini, e tra il 1997 e il 2002 da Mario Toffeti.
La chiesa ebbe bisogno di un nuovo restauro nel 2011, infiltrazioni d'acqua causarono la caduta di parti di laterizio e elementi ornamentali in cotto della facciata, sul lato di via Botta. Restauro che riportò la parte frontale al suo aspetto originale .

## Descrizione
L'intero complesso comprende il monastero, il chiostro di San Benedetto e la chiesa.

### La chiesa
La facciata della chiesa è tripartita da quattro lesene, nel centro  il portale con architrave poggiante su stipiti in pietra, la bicromatura della facciata del bianco e del color cotto è ritornata alla luce nel recente restauro.
L'antico chiostro porta nell'interno della  chiesa,  a pianta centrale con triburio ottagonale e cupola interna, nella parete di fondo vi è un affresco raffigurante Cristo che porta la croce,  sopra una lapide del monaco benedettino Giovanni Antonio Lolmo, riportante la data del 10 agosto 1575, e altri affreschi,  la parete  prosegue con una serie di archi sorretti da colonne sormontato da un coro chiuso, dove le monache di clausura possono seguire le funzioni senza essere presenti nell'assemblea.
Il presbiterio, con al centro l'altare, opera del 1841, è cintato da una cancellata del Settecento dorata nel 1761 in stile neoclassico, dietro l'altare vi è posta la pala dell'Assunzione mentre a fianco in cornici lignee le pitture di Giovanni Chizzoletti raffiguranti san Mauro che guarisce gli infermi e sant'Alessandro di Bergamo. In una delle due cappelle laterali vi si trova la pala di Gian Paolo Cavagna del 1621 raffigurante il miracolo dell'acqua, nell'altra una pala raffigurante san Carlo Borromeo di autore ignoto. Vi è un'ulteriore dipinto sempre del Cavagna raffigurante la Madonna con bambino. 
In una cappella laterale vi è un quadro di Lucano da Imola raffigurante la Vergine in trono, e un dipinto di Carlo Salis.
La cupola, raffigurante scene della vita benedettina, è stata affrescata da Giuseppe Antonio Orelli  nel 1756. Nel convento è presente anche una piccola cappella restaurata su progetto dell'Isabello dove erano presenti affreschi realizzati da Jacopino Scipioni dal 1510 al 1515.

### Il chiostrino

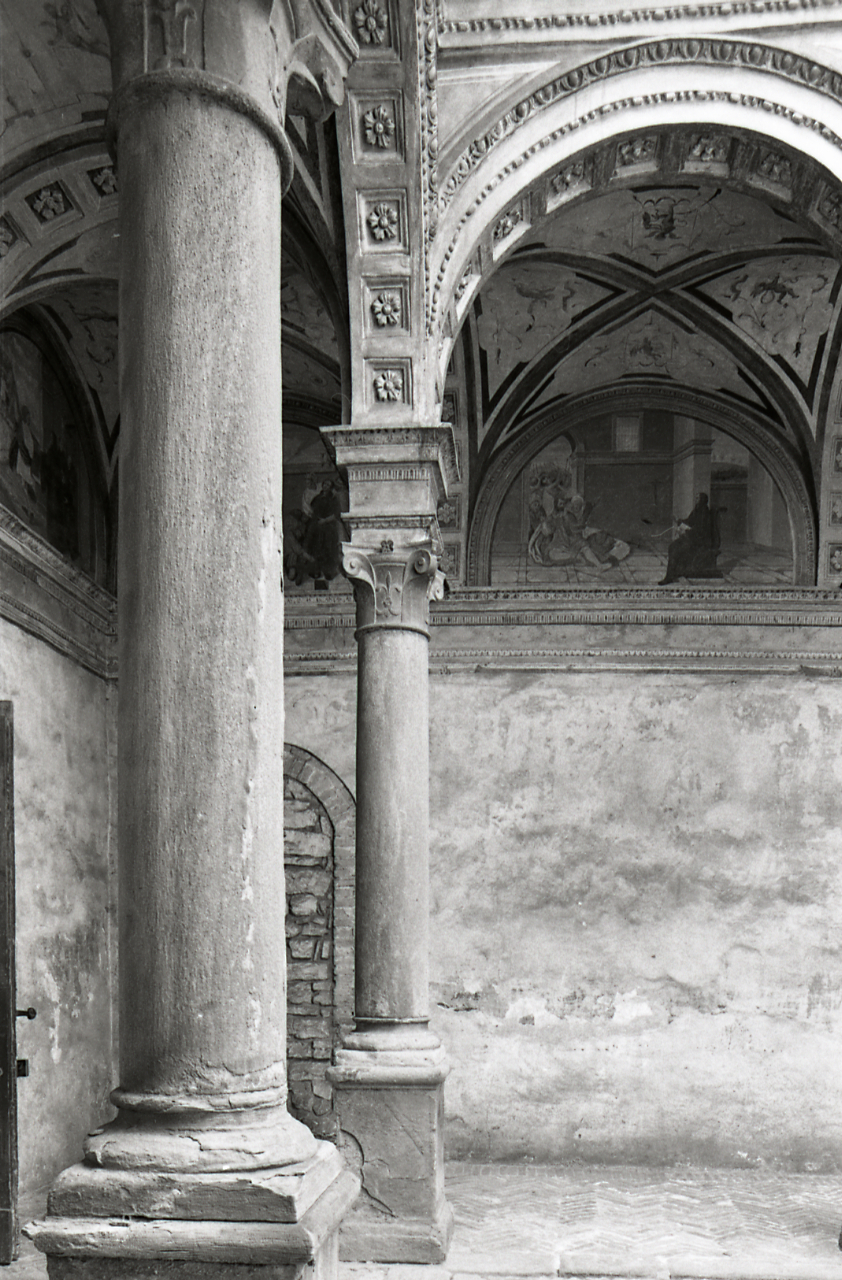
Paolo Monti - Servizio fotografico (Bergamo, 1980)

Realizzato da Pietro Isabello  in età giovanile, è il passaggio fisico tra l'esterno della struttura, quindi la vita pubblica della città  e il grande complesso del monastero, e ne rappresenta anche il passaggio spirituale. 
Si presenta a  pianta rettangolare su 6 archi a tutto sesto disposti su tre lati sorretti da cinque colonne in arenaria con capitelli ionici e foglie angolari. Nelle dodici lunette vi sono gli affreschi di Cristoforo Baschenis il giovane. Nella parete a Nord-est vi è l'entrata al monastero.